# William Miller (Fußballspieler)
William Miller (* 19. Mai 1854 in Govan; † 1. Mai 1894 in Kelvinside, Glasgow) war ein schottischer Fußballspieler.

## Karriere

### Verein
William Miller wurde im Jahr 1854 in Govan, im Südwesten der schottischen Stadt Glasgow geboren. Am 12. Dezember 1872 gründete Miller bei einem Treffen mit weiteren Soldaten der Volunteer Force im Regimental Orderly Room in der Howard Street in Glasgow, den Third Lanarkshire Rifle Volunteers Athletic Club. Als der Verein sich von seinen militärischen Wurzeln trennte, erhielt der Verein den Namen Third Lanark.
Im Jahr 1876 und 1878 erreichte er mit dem Verein als Spieler das schottische Pokalfinale. Dabei unterlag er jeweils gegen den FC Queen’s Park und FC Vale of Leven.
1879 zog sich Miller aus dem Fußball zurück. Er starb nach langer Krankheit im Mai 1894 im Alter von 39 Jahren.

### Nationalmannschaft
William Miller absolvierte am 4. März 1876 ein Länderspiel für die schottische Fußballnationalmannschaft bei einem 3:0-Sieg gegen England im Hamilton Crescent. Es war zugleich das fünfte Spiel einer schottischen Mannschaft in seiner Länderspielgeschichte.